# Цумада
Цумада (чамал. СIумачI) — село в Цумадинском районе Дагестана Российской Федерации. Административный центр Цумадинского сельсовета.

## Географическое положение
Село находится на расстоянии 8,5 км к юго-западу села Агвали, административного центра района.

## История
В 1932—1936 годах село являлось административным центром Цумадинского района.

## Население
| 1869 | 1888 | 1895 | 1926 | 1939 | 1970 | 1989 |
| ---- | ---- | ---- | ---- | ---- | ---- | ---- |
| 144  | ↗294 | ↘292 | ↘201 | ↘142 | ↘140 | ↘74  |
| 2002 | 2003 | 2004 | 2007 | 2010 | 2021 |      |
| ↗120 | ↘97  | ↗114 | ↘113 | ↘110 | ↗119 |      |

### Национальный состав
Цумада - одно из 22 чамалинских населенных пунктов в Цумадинском районе. По данным Всероссийской переписи населения 2010 года в селе проживало 110 человек.